# Tierbrunnen (Darmstadt)
Der Tierbrunnen ist ein Jugendstilbrunnen in Darmstadt.

## Geschichte und Beschreibung
Der Tierbrunnen aus dem Jahr 1907 ist ein Werk des Bildhauers Anton Lussmann aus Frankfurt am Main.
Gestiftet wurde der Brunnen von der Familie Passet.
Der Brunnen besteht aus einem großen Monolith mit mehreren Becken für Tiere aller Größen; wie zum Beispiel seitlich unten maßgerechte Wassernäpfe für kleine Hunde.
Der Tierbrunnen ist symmetrisch gestaltet, mit plastischen, naturgetreuen Tierköpfen aus Bronze; wie etwa die beiden Pferdeköpfe und die beiden Pfauen auf dem Monolith.